# كلارك إتش وودورد
كلارك إتش وودورد (بالإنجليزية: Clark H. Woodward)‏ هو ضابط أمريكي، ولد في 4 مارس 1877 في أتلانتا في الولايات المتحدة، وتوفي في 29 مايو 1967 في مقاطعة أرلنغتون في الولايات المتحدة.